# Braidwood (Illinois)
Braidwood es una ciudad ubicada en el condado de Will en el estado estadounidense de Illinois. En el Censo de 2010 tenía una población de 6191 habitantes y una densidad poblacional de 501,75 personas por km².

## Geografía
Braidwood se encuentra ubicada en las coordenadas 41°16′9″N 88°13′13″O / 41.26917, -88.22028. Según la Oficina del Censo de los Estados Unidos, Braidwood tiene una superficie total de 12.34 km², de la cual 11.86 km² corresponden a tierra firme y (3.86%) 0.48 km² es agua.

## Demografía
Según el censo de 2010, había 6191 personas residiendo en Braidwood. La densidad de población era de 501,75 hab./km². De los 6191 habitantes, Braidwood estaba compuesto por el 96.53% blancos, el 0.45% eran afroamericanos, el 0.24% eran amerindios, el 0.47% eran asiáticos, el 0% eran isleños del Pacífico, el 0.99% eran de otras razas y el 1.32% pertenecían a dos o más razas. Del total de la población el 4.94% eran hispanos o latinos de cualquier raza.